# Доліна Марія Іванівна
Доліна Марія Іванівна (нар. 18 грудня 1922 — 3 березня 2010) — радянська льотчиця, Герой Радянського Союзу (1945), в роки німецько-радянської війни заступник командира ескадрильї 125-го гвардійського бомбардувального авіаційного полку (4-та гвардійська бомбардувальна авіаційна дивізія 1-го гвардійського бомбардувального авіаційного корпусу 3-ї повітряної армії 1-го Прибалтійського фронту). Почесна громадянка Києва (2003).

## Біографія
Народилася 18 грудня 1922 в селі Шарівка (нині Полтавський район, Омська область РФ) в родині українських селян — переселенців з України. Українка. Марія була старшою з 10 дітей сім'ї Доліних. Через інвалідність батька, який у Громадянську війну втратив ногу, родина переїхала на декілька років до міста Ісількуль.
В 1934 році, коли Марії було 12 років, разом з родиною переїхала на батьківщину в Україну до села Михайлівка (зараз селище міського типу в Запорізькій області). У важкий час, після великого голоду, родина Доліних жила у викопаній землянці. Після закінчення 8 класів середньої школи, Марія влаштувалася на роботу для допомоги батькам. Трудову діяльність почала у фотоательє рахівником-касиром, пізніше працювала бухгалтером в районній газеті «Шляхом Сталіна», де через певний час отримала посаду помічника коректора.
В 1938 році дізналась з повідомлень РАТАУ про безпосадковий переліт Гризодубової, Осипенко та Раскової з Москви на Далекий Схід. Відтоді, як пізніше згадувала, «назавжди і безповоротно захворіла небом».
Коли ж наприкінці 1938 року і в Михайлівці була організована планерна школа (філія Мелітопольського аероклубу) без вагань вступила до неї і швидко стала прикладом для інших учнів. Була старостою групи. Закінчивши планерну школу з відзнакою була зарахована до Мелітопольського аероклубу. Незважаючи на важкі побутові умови та відсутність грошей (влітку жила у літаку на аеродромі, взимку працювала наймичкою на хазяїв) менш ніж за рік отримала диплом льотчика-інструктора. Як найкращого інструктора Марію відправили до центрального аероклубу імені Осипенко в Дніпропетровську. Задля зарахування Марії до свого клубу, керівник пристав на вмовляння дівчини, додавши їй в документах 2 роки (в 17 повних років Марію не могли прийняти як матеріально-відповідальну). В Дніпропетровську також екстерном закінчила середню школу.
Пізніше, Марія перевелась до Нікопольського аероклубу Товариства сприяння авіахіму — філії Дніпропетровського аероклубу.
Початок німецько-радянської війни застав її в Нікопольському аероклубі. Всі чоловіки-льотчики автоматично були зараховані до військових льотних частин, за дівчат ніхто не згадав. М.Доліна залишилася за старшу в Нікопольському аероклубі, без жодних вказівок дій у цих умовах. Невдовзі, коли на їхньому аеродромі зупинилась 66-а винищувальна дивізія полковника Старостенкова, Марія тричі «атакувала» його вмовляючи взяти її та аероклубні літаки в свою частину, не залишати ж ворогові літаки та паливо. Зрештою полковник погодився за умов, що дівчата самостійно вночі переженуть літаки за Дніпро, в Кам'янку (сучасний аеродром Дніпропетровського аероклубу, продовжує називатися «Кам'янкою»). Перед цим вони мали підірвати цистерни та на кінець, наосліп, сідати без зустрічних сигнальних вогнів. Марія з подругами успішно впорались з важким завданням. На ранок командир дивізії оголосив дівчатам подяку, а Марію зарахували в полк на посаду льотчика зв'язку. Так, з липня 1941 року, розпочався бойовий шлях у діючій армії М.Доліної. Першим її літаком там став У-2, пізніше пересіла на винищувач І-16. Проте виявилося що відомою вона стане зовсім не на винищувачах.
У 1942-му році в 296-й авіаполк 66-ї винищувальної дивізії прибула відома льотчиця Марина Раскова, яка формувала першу в світі жіночу авіадивізію. Вона забрала Доліну до себе, незважаючи на її незгоду.
Жіноча авіадивізія, сформована Расковою складалась з трьох жіночих авіаполків: 586-го винищувального авіаполку, 587-го бомбардувального авіаполку пікіруючих бомбардувальників Пе-2 (згодом вже 125-й гвардійський авіаполк) та 588-го нічного бомбардувального (пізніше вже 46-й гвардійський нічний бомбардувальний авіаполк) що мав неофіційну назву «Нічні відьми». Критерій відбору був суворий, щоб сісти за штурвал важкого бомбардувальника необхідно не менше 1000 годин нальоту (для По-2 та винищувачів по 500 і 700 відповідно). Спочатку в Енгельсі Марія пройшла підготовку на Су-2 і швидкісному бомбардувальнику СБ. Проте основним літаком для М.Доліної став Пе-2 на освоєння якого жінкам було відведено 8 місяців замість необхідної 3-х річної підготовки. Після закінчення Енгельської військової авіаційної школи направлена в 587-й бомбардувальний авіаполк. Перший бойовий виліт зробила під Сталінградом. Воювала в небі Сталінграда, Північного Кавказу, Кубані та Курська, брала участь у вигнанні нацистських окупантів з Білорусі та Прибалтики.
2 червня 1943 екіпажу Марії Доліної було поставлено завдання знищити ціль поблизу станиці Кримська на Кубані. Ще на підході до цілі осколок зенітного снаряда влучив у лівий мотор літака Пе-2 Доліної, через що вона не встигала за іншими. Успішно відбомбившись, екіпаж Доліної на зворотному шляху виявився без прикриття винищувачів і був атакований групою з шести німецьких винищувачів (два FW-190 і чотири Me-109). Екіпажу Марії вдалося підбити один FW-190 і один Me-109. Але і радянський літак почав горіти. Поки летіли над ворожою територією екіпаж не міг покинути палаючий літак. Врятувало те, що штурман Галина Джунковська наділа на Марію Доліну окуляри, завдяки цьому у льотчиці від вогню уціліли очі. Доліна зуміла дивом посадити машину за два кілометри від лінії фронту. З палаючого Пе-2 льотчиць витягнув, будучи пораненим, стрілець-радист Іван Соленов. Ледве встигли відбігти, як літак через кілька миттєвостей вибухнув…
Всього за час війни гвардії капітан Доліна здійснила 72 успішних (зафіксованих фотозйомкою) бойових вильотів, скинула на об'єкти противника 45 000 кілограмів бомб. У 6-ти повітряних боях екіпажем її літака у групі збито 3 винищувачі противника.
Після війни відважна льотчиця — заступник командира бомбардувального авіаційного полку. З 1950 року — в запасі.
Жила в місті Шауляй, потім у Ризі, де закінчила партійну школу. Працювала в Ризькому міськкомі компартії Латвії і в ЦК КП Латвії до 1975 року. Була членом правлінь Республіканського товариства дружби «СРСР — Франція», Комітету захисту миру, Радянського комітету ветеранів війни. У 1983 році переїхала до Києва. Померла 3 березня 2010.

## Почесні звання та нагороди
18 серпня 1945 року гвардії капітану Марії Іванівні Доліній присвоєно звання Героя Радянського Союзу. З 1975 року почесна член полку «Нормандія-Німан». Почесна громадянка Києва відповідно до розпорядженням міського голови Києва від 2003 року.
Також нагороджена:
- орденом Леніна
- 2-ма орденами Червоного Прапора
- орденом Вітчизняної війни І ступеня
- медалями

## Праці
- Стаття «Прыжок из пламени» (з книги «В небе фронтовом»).
- Книга «Доньки неба».

## Цікаві факти
- Ще зовсім юною дівчиною, навчаючись у Михайлівському аероклубі, М.Доліна впала на планері з невеликої висоти і потрапила до лікарні із забоями. За її спогадами, її першою відвідала мати у дуже гарному настрої, так як гадала що Марія більш не захоче сідати в літак. Тоді, серед простих людей вважалося, що в планерних гуртках збираються дівчата легкої поведінки.
- У червні 1945 року радянською стороною було передано Югославії дивізію Пе-2. Перегін літаків виконував полк М.Доліної. Вже на аеродромі в Белграді югославські військовики відмовлялись вірити, що літаки гнали жінки і що вони на таких воювали.